# Targowska Wólka
Targowska Wólka (deutsch Theerwischwolka, 1928 bis 1945 Waldrode) ist ein Dorf in der polnischen Woiwodschaft Ermland-Masuren. Es gehört zur Gmina Dźwierzuty (Mensguth) im Powiat Szczycieński (Kreis Ortelsburg).

## Geographische Lage
Targowska Wólkaliegt in der südlichen Mitte der Woiwodschaft Ermland-Masuren, 17 Kilometer nördlich der Kreisstadt Szczytno (deutsch Ortelsburg).

## Geschichte
Das nach 1785 Theerwisch Wolka genannte Dorf wurde um 1400 gegründet und bestand aus einem Gut sowie ein paar Gehöften. 1874 kam der Ort zum neu errichteten Amtsbezirk Przytullen (polnisch Przytuły), dem er nach 1880 auch getrennt in Landgemeinde und Gutsbezirk angehörte und der – 1938 in „Amtsbezirk Steinhöhe“ umbenannt – bis 1945 zum ostpreußischen Kreis Ortelsburg gehörte.
Im Jahre 1910 zählte die Landgemeinde Theerwischwolka 36 und der Gutsbezirk Theerwischwolka 25 Einwohner. Aufgrund der Bestimmungen des Versailler Vertrags stimmte die Bevölkerung im Abstimmungsgebiet Allenstein, zu dem Theerwischwolka gehörte, am 11. Juli 1920 über die weitere staatliche Zugehörigkeit zu Ostpreußen (und damit zu Deutschland) oder den Anschluss an Polen ab. In Dorf und Gut Theerwischwolka stimmten 81 Einwohner für den Verbleib bei Ostpreußen, auf Polen entfielen keine Stimmen.
Die Landgemeinde Theerwischwolka wurde am 9. Oktober 1928 in „Waldrode“ umbenannt. Wenige Tage später – am 17. Oktober 1928 – gab der Gutsbezirk Theerwischwolka seine Eigenständigkeit auf und wurde in die – nun eben „Waldrode“ genannte – Landgemeinde eingegliedert. Die Einwohnerzahl der Landgemeinde Waldrode belief sich  1933 auf 115 und 1939 auf 126.
1945 wurde Waldrode in Kriegsfolge mit dem gesamten südlichen Ostpreußen an Polen überstellt und erhielt die polnische Namensform „Targowska Wólka“. Heute ist es ein Weiler (polnisch Osada) innerhalb der Landgemeinde Dźwierzuty (Mensguth) im Powiat Szczycieński (Kreis Ortelsburg), bis 1998 der Woiwodschaft Olsztyn, seither der Woiwodschaft Ermland-Masuren zugehörig.

## Kirche
Bis 1945 war Theerwischwolka resp. Waldrode in die evangelische Kirche Theerwisch in der Kirchenprovinz Ostpreußen der Kirche der Altpreußischen Union sowie in die katholische Kirche Mensguth im damaligen Bistum Ermland eingepfarrt.
Heute gehört Targowska Wólka katholischerseits zur Pfarrei Targowo im jetzigen Erzbistum Ermland, außerdem zur evangelischen Kirche Dźwierzuty in der Diözese Masuren der Evangelisch-Augsburgischen Kirche in Polen.

## Verkehr
Targowska Wólka liegt an einer Nebenstraße, die Kałęczyn (Kallenczin, 1938 bis 1945 Kallenau) an der Woiwodschaftsstraße 600 mit Targowo (Theerwisch) verbindet. Eine Bahnanbindung besteht nicht.